# Brenntag
Brenntag — немецкая компания, осуществляющая международную оптовую торговлю химикатами.

## История
Компанию основал в 1874 году Филипп Мюзам (Philipp Muehsam). Первоначально занималась торговлей сельскохозяйственной продукцией, но в начале XX века занялась торговлей нефтью и промышленными химикатами, к 1930-м годам став крупнейшей в Германии в этой сфере. В 1938 году компания была поглощена промышленной группой Гуго Стиннеса и стала называться Brennstoff-Chemikalien-Transport.
После Второй мировой войны компания осталась под контролем группы Стиннеса, но сменила название на Brenntag, а штаб-квартира была перенесена из Берлина в Мюльхайм. В 1950-х годах компания начала международную экспансию как в США, так и в Восточную Европу. В 1965 году Stinnes AG, включая Brenntag, были поглощены энергетической компанией VEBA. В конце 1980-х годов Brenntag расширила присутствие в Восточной Европе, открыв отделения в Праге, Варшаве и Москве, а в ГДР было открыто 15 отделений. В 1990-х годах Brenntag начала расти за счёт поглощения конкурентов как в Германии и других странах Европы, так и в США, став в конце десятилетия крупнейшим дистрибьютором химикатов в Европе.
В начале 2000-х годов компания несколько раз меняла владельца, в 2003 году была куплена Deutsche Bahn, в 2004 году выкуплена американской группой Bain Capital, через два года перешла к британской фирме BC Partners, в 2010 году акции Brenntag были размещены на Франкфуртской фондовой бирже, к маю 2012 года она стала полностью самостоятельной. В то же время продолжались приобретения других компаний. В 2002 году была куплена компания Holland Chemical International, пятый крупнейший дистрибьютор химикатов в мире. В 2004 была куплена 50-процентная доля в другой немецкой компании по торговле химикатами, Biesterfeld Chemistribution, позже доля была увеличена до почти полного контроля. В сентябре 2011 года Brenntag вышла на китайский рынок, купив компанию Zhong Yung (International) Chemical. В июне 2017 года была открыта новая штаб-квартира компании в Эссене.

## Деятельность
Компания снабжает химикатами и ингредиентами около 180 тыс. клиентов, ассортимент насчитывает 10 тыс. наименований. Услуги включают доставку, смешивание, расфасовку, возврат тары.
Выручка за 2022 год составила 19,43 млрд евро; основными рынками были США (€6,78 млрд), Германия (€1,95 млрд), Великобритания (€794 млн), Италия (€740 млн), Канада (€734 млн), Китай (€706 млн), Польша (€648 млн), Франция (€605 млн).
В 2023 году Brenntag заняла 990-е место в списке крупнейших публичных компаний мира Forbes Global 2000.